# Marcha para o contacto
A marcha para o contacto é a operação ofensiva que permite a uma força militar aproximar-se do inimigo e estabelecer o contacto. Pretende-se estabelecer o contacto com as forças inimigas para atacá-las ou para restabelecer o contacto perdido. Normalmente, mas não obrigatoriamente, precede o ataque.
A marcha para o contacto é, normalmente, executada em colunas múltiplas, dependendo da dimensão da força, e adoptando diferentes formações e disposições de segurança conforme o grau de probabilidade de contacto com o inimigo. Termina quando a resistência do inimigo é de molde a exigir o desenvolvimento e o esforço coordenado do grosso das forças.
A força que executa a marcha para o contacto é, normalmente, articulada em forças de segurança e grosso. A articulação que se indica a seguir destina-se a assegurar uma progressão rápida e ininterrupta, bem como a segurança adequada em todas as direcções. As forças de segurança esclarecem oportunamente a situação respeitante aos itinerários e ao inimigo, e o grosso mantém-se disponível para atacar as principais forças inimigas ou conquistar os objectivos fixados. As forças de segurança podem compreender:
- Força de cobertura;
- Guarda avançada;
- Guardas de flanco;
- Guarda de Retaguarda.

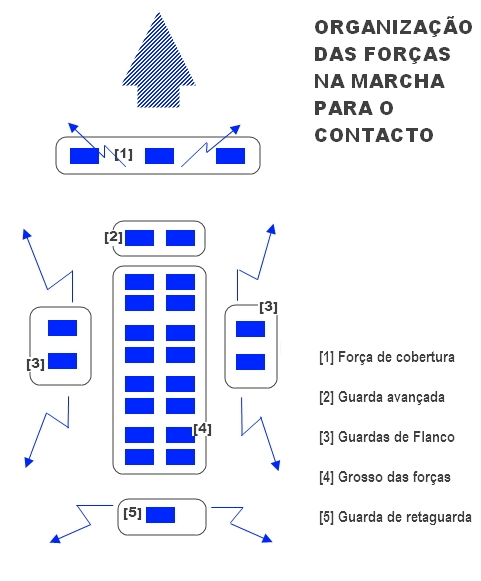
Esquema da articulação das forças na marcha para o contacto.

A organização das forças para a progressão depende da missão, das informações disponíveis, da sequência provável de empenhamento das unidades e da mobilidade relativa destas.
A força de cobertura destina-se a destruir resistências inimigas, conquistar e manter a posse de pontos importantes do terreno ou fixar forças inimigas até as forças para as quais executam a acção de cobertura possam chegar à frente. Deve ter características que lhe permitam cumprir a sua missão a uma distância considerável do grosso das forças.
Cada coluna constitui uma guarda avançada que tem a missão de detectar a actividade do inimigo antes de o grosso entrar em contacto com ele.
As guardas de flanco são forças que actuam nos flancos do grosso para protegê-lo da observação, dos fogos directos e ataques de surpresa.
A guarda de retaguarda é uma força de segurança que actua na retaguarda da força em movimento com a finalidade de protegê-la de ataques de surpresa ou de interferências do inimigo. Tem também a finalidade de proteger os trens e o grosso e reunir os transviados.
A marcha para o contacto caracteriza-se por acções rápidas e agressivas para não proporcionar à força inimiga muito tempo para preparar-se para enfrentar o ataque. Ao encontrar uma resistência que exige o desenvolvimento do grosso, as forças de segurança procuram esclarecer a situação para conhecer-se melhor o dispositivo inimigo, especialmente os seus flancos. Entretanto, o grosso desenvolve para o ataque.
Quando uma força avança numa marcha para o contacto, podem ocorrer combates de encontro, isto é, acções que se caracterizam por um conhecimento limitado do inimigo e pelo escasso tempo disponível para esclarecer a situação, elaborar planos e pô-los em execução. É importante, nesses casos, ganhar e conservar a iniciativa para repelir rapidamente o inimigo ou, se necessário, executar um ataque coordenado. A acção deixa de ser um combate de encontro quando a situação do inimigo tiver sido esclarecida e quando, consequentemente, passarem a ser conduzidas acções planeadas e coordenadas. Os combates de encontro ocorrem com frequência nos baixos escalões (pelotão, companhia, batalhão).